# 騎官三
半人馬座κ，又名CD-41 9342，HD 132200、SAO 225344、HR 5576，是半人馬座的一颗恒星，视星等为3.13，位于銀經326.87，銀緯14.75，其B1900.0坐标为赤經14h 52m 39.2s，赤緯-41° 14.75′ 10″。